# Condylostylus
Condylostylus é um gênero de dolicopodídeo.

## Espécies
- Condylostylus bifilus (Van der Wulp, 1891)[2]